# ジェニファー・ハート
ジェニファー・ハート（Jenifer Hart、旧姓ジェニファー・マーガレット・フィッシャー・ウィリアムズ（1914年1月31日 – 2005年3月19日）は、イギリスの学者、上級公務員で、法哲学者ハーバート・ハートの妻だった人物である。一時期、ソビエト連邦のスパイであったとの疑いをかけられたが、本人はそれを一貫して否定していた。

## 生涯
法廷弁護士のジョン・フィッシャー・ウィリアムズの娘として生まれる。画家の母親マージョリーはアソル公爵の家系の出で、妹に分析心理学者・社会学者のジュディス・ハバックがいる。父ジョンはフランスで働いていたことからジェニファーもそこで幼少期に教育を受け、その後、ダウン・ハウス・スクールに入学する。1932年、オックスフォード大学サマーヴィル・カレッジに入学を許可され、歴史学を専攻する。
1933年、グレートブリテン共産党に入党。その3年後、採用試験で女性の中での史上最高点を記録して国家公務員となる。当時、女性が国家公務員としてのキャリアを志向するのは異例のことであった。ジェニファーは、政務次官サー・アレクサンダー・マクスウェルの秘書官の職に就いた。
1941年、ジェニファーはハーバート・ハートと結婚し、1945年に公務員を辞めてオックスフォード大学ニュー・カレッジのフェローとなる。その後、オックスフォード大学ナフィールド・カレッジのリサーチ・フェローを経て、オックスフォード大学セント・アンズ・カレッジのフェローとして1981年まで勤務した。しかし、学寮長となることはかなわず、そのことでジェニファーは落胆したと語っている。その門下生には、IRAメンバーとなったローズ・ダグデールがいる。また、一時期は、大学代表としてオックスフォード市議会に出席していた。なお、夫のハーバートは、1973年にオックスフォード大学ブレーズノーズ・カレッジ学寮長に就任している。

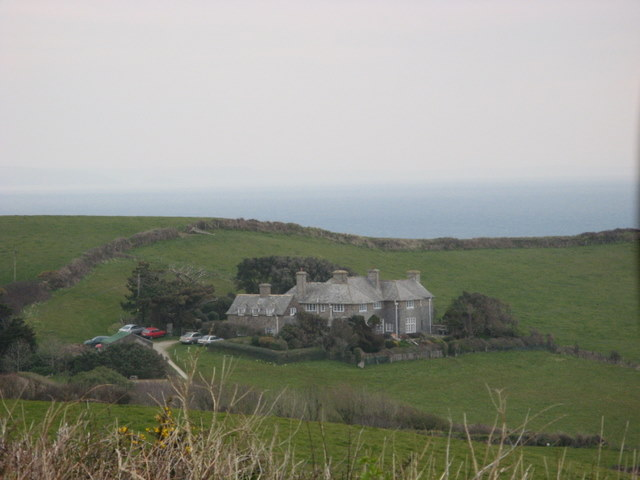
コーンウォール、ラムレドラの家屋

1983年、BBCのテレビ番組『Timewatch』のある回において、1960年代にジェニファーがMI5の諜報員ピーター・ライトを初めとする複数の人間から、その政治活動に関して尋問を受けていたことが明らかにされた。夫のハーバートもかつて諜報員として稼働した経験があったため、このことは議論を呼んだ。国家公務員としてのキャリアの初期に、ジェニファーはソ連諜報部の指示役であったアルノルド・デイチと会合の機会を持ったことは認めていたが、組織に勧誘されたことはなく、デイチや他の共産党員に対して機密情報を渡したこともない旨主張している。しかし、上記のような形でジェニファーと共産主義とのつながりが明らかにされたのを受け、サンデー・タイムズは『I Was Russian Spy, Says M15 Man's Wife』（私はロシアのスパイだった。MI5の男の妻が語る）と題した記事を公開する。これに対し、ハート夫妻は同社に対して訴訟を提起すると迫り、同社は後に謝罪広告を掲載した。これらの経緯に起因するストレスから、その後間もなくしてハーバートは神経症を発症することになった。
ハート夫妻には4人の子供がいた。しかし、ハーバートはセックスにほとんど興味がないことを自認しており、ジェニファーがアイザイア・バーリンなど他の男らと不倫をしているのではないかとの疑いを抱いていた。末息子のジェイコブは出産時の事故によって脳に障害を負っていたが、ジェニファーとは強い絆で結ばれていた。ジェニファーは、妹のマリエラと共に、両親が引退後の住処としていたコーンウォール、ラムレドラの家屋を相続した。ハーバート・ハートは1992年、ジェニファーは2005年に91歳で死去した。

## 著作
- 『The British Police』 (イギリスの警察　1951年)
- 『Proportional Representation: critics of the British electoral system 1820-1945』 (比例代表制：イギリス選挙制度論1820年～1945年　1992年)
- 『Ask Me No More』 (もう聞かないで（自伝）　1998年)